# Ладенбург, Альберт
Альберт Ладенбург (нем. Albert Ladenburg; 2 июля 1842, Мангейм, Великое герцогство Баден, — 15 августа 1911, Бреслау, Германская империя) — немецкий химик-органик.

## Биография
Ладенбург родился в хорошо известной в Мангейме еврейской семье. Начальное образование получил в мангеймской гимназии, а затем до своего 15-летия учился в технической школе города Карлсруэ, где изучал математику и современные языки. Продолжил обучение в Гейдельбергском университете, в котором изучал химию и физику у Роберта Бунзена. Также изучал физику в Берлине. Диссертацию на докторскую степень (PhD) защитил в Гейдельберге.
Проработал 6 месяцев в Генте у Фридриха Кекуле, который ознакомил его со структурной теорией. Они занимались изучением строения бензола. Теория Ладенбурга о том, что молекула бензола имеет призматическую форму, оказалась ошибочной. Предположенная им структура позднее, в 1973 году, была реализована в молекуле призмана.
Ладенбург посетил Англию, а затем отправился на работу в Париж, где 18 месяцев проработал вместе с Шарлем Адольфом Вюрцем и Шарлем Фриделем над изучением кремнийорганических соединений и соединений олова. После вернулся в Гейдельберг на должность преподавателя.

Призман (изомер бензола)

В 1873 году Ладенбург стал профессором и заведующим лабораторией в Университете Христиана Альберта в Киле. В 1889 году перешёл на ту же должность во университет Бреслау. В 1886 году был избран почётным членом Фармацевтического общества Великобритании. В 1889 году получил Медаль Хенбэри за оригинальные работы в области химии.
В 1880 году Ладенбург первым получил гиосцин, также известный как скополамин. В 1900 году основал Химическое общество Бреслау (нем. Chemische Gesellschaft Breslau), которым руководил до 1910 года.
У Ладенбурга был сын Рудольф (1882—1952), ставший физиком-ядерщиком.